# AVA-woonblok I
AVA-woonblok I in Amsterdam is een wooncomplex met arbeiderswoningen van de Amsterdamsche Vereeniging tot het bouwen van Arbeiderswoningen (AVA), dat tussen 1883 en 1884 is gebouwd in de Amsterdamse Zeeheldenbuurt. Dit complex was ontworpen door de stadsarchitect Bastiaan de Greef. Het blok bevat 3 en deels 4 woonlagen met daarboven een zolderruimte.
Het complex wordt omgrensd door Houtmankade, Roggeveenstraat, Van Linschotenstraat en de Dirk Hartoghstraat.

## Bouwstijl
De woningbouw voor de arbeidersklasse in Amsterdam, die vanaf 1875 ter hand werd genomen door de AVA, bestond uit een aantal complexen, door sommigen ook wel woonkazernes genoemd, die met een letter uit het alfabet werden genummerd. Blok I werd als een geheel met Blok H ontworpen; de neorenaissancistische complexen werden voorzien van een klassieke opbouw: over de gevellengte werden ze verdeeld in basis, middenstuk en bekroning. Tevens werden ze symmetrisch geritmeerd door middel van risaliserende en terugliggende gevelvlakken, waarbij de risaliserende delen in het algemeen in het algemeen van hogere gevelbeëindigingen werden voorzien. De lange wanden komen daardoor minder massaal over. Blok I is aan de koppen een laag hoger en plastischer dan blok H. Het is rijker gedecoreerd en uitgevoerd in metselverbanden in verschillende kleuren, die de geledingen aangeven.

## Geschiedenis
In het uitbreidingsplan van Jan Kalff was een vrijwel rechthoekige kavel opgenomen die begrensd wordt door de Houtmankade, Roggeveenstraat, Van Linschotenstraat en Van Heemskerckstraat. Dit in Plan Kalff globaal aangegeven blok is in de lengte globaal in tweeën gedeeld, waardoor aan weerszijden van de Dirk Hartoghstraat twee in oost-west richting liggende smalle blokken ontstonden.
Blok I, het noordelijk gelegen blok, is op basis van bestek nummer 5 in opdracht de Amsterdamsche Vereeniging tot het bouwen van Arbeiderswoningen gebouwd.
Opstand en plattegrond zijn afwijkend van het Blok H aan de overkant van de Dirk Hartoghstraat.

## Aanbesteding
Op 9 januari 1883 werd in het Algemeen Handelsblad gepubliceerd dat de heer Hendriksen te Oss met een som van 245.490 Gulden de laagste inschrijver is. Waarschijnlijk is de krant abuis en gaat het om H.R. Hendriks te Oss. De Sint-Nicolaasbasiliek aan de Prins Hendrikkade werd in 1884 door dezelfde Hendriks voor een som van 289.706 Gulden aangenomen.

## Renovatie
In de jaren 70 van de twintigste eeuw werden de woningen gerenoveerd op basis van door Abma, Hazewinkel & Dirks gemaakte ontwerpen. Daarbij zijn soms meerdere woningen samengevoegd en is de straatnummering deels herzien. Enkele woonruimten op de begane grond zijn opgeofferd om te voorzien in een inpandige fietsenberging. De oorspronkelijke 'lattenbergingen' zijn vervangen door gesloten bergruimten. De raampartijen zijn met uitzondering van de verhuisramen vervangen door strakke kozijnen met dubbelglas. De uitbouwen waarin onder andere de privaten hun plaats hadden zijn gesloopt, de woningen werden voorzien van doucheruimtes en centrale verwarming.

## Eigendom
Ten tijde van de renovatie werd het eigendom in 1975 overgedragen aan de Woningstichting Labor, een dochter van de AVA.
Woningstichting Labor fuseerde in 1992 met Eigen Haard in Amsterdam.
Het complex werd rond 2005 in opdracht van Eigen Haard door DLA Piper in appartementsrechten gesplitst. Tot dat moment werden alle woningen in de sociale sector verhuurd. Vanaf de splitsing werd het voor willekeurige partijen mogelijk om een appartement te kopen.
In 2011 is ongeveer de helft van de appartementen aan particuliere eigenaars verkocht en daarmee aan de voorraad sociale huurwoningen onttrokken.

## Beheer
In opdracht van de 'Vereniging van Eigenaren Roggeveen' wordt het dagelijks beheer van het complex uitgevoerd door Eigen Haard.

## Bestektekeningen

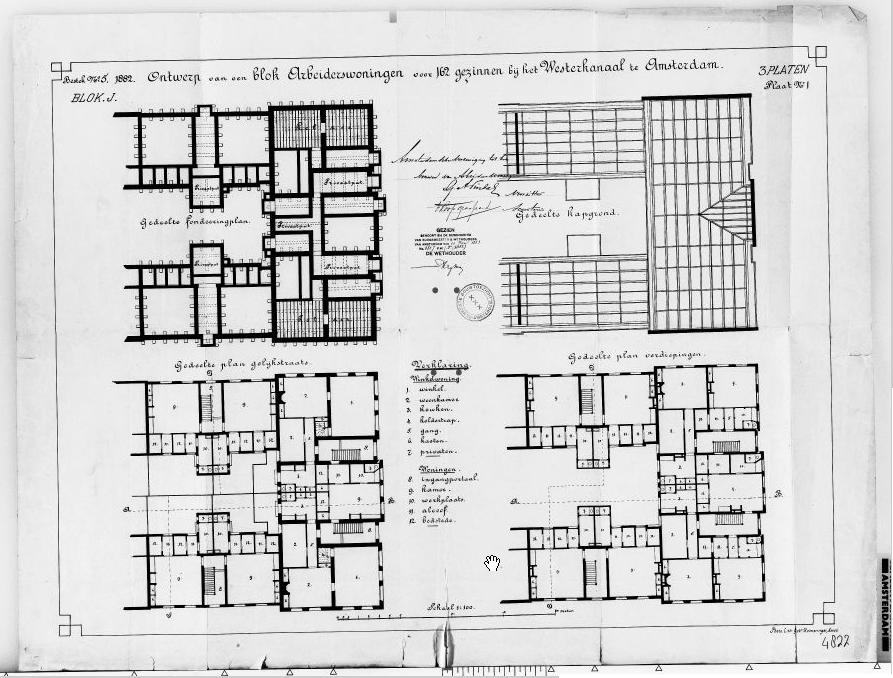
Bestek nummer 5 Plaat 1
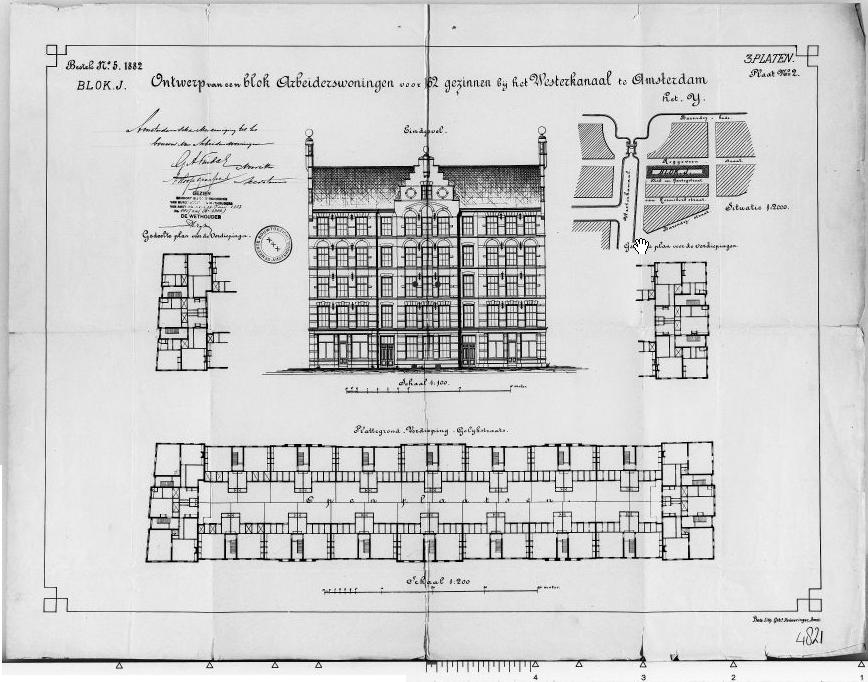
Bestek nummer 5 Plaat 2
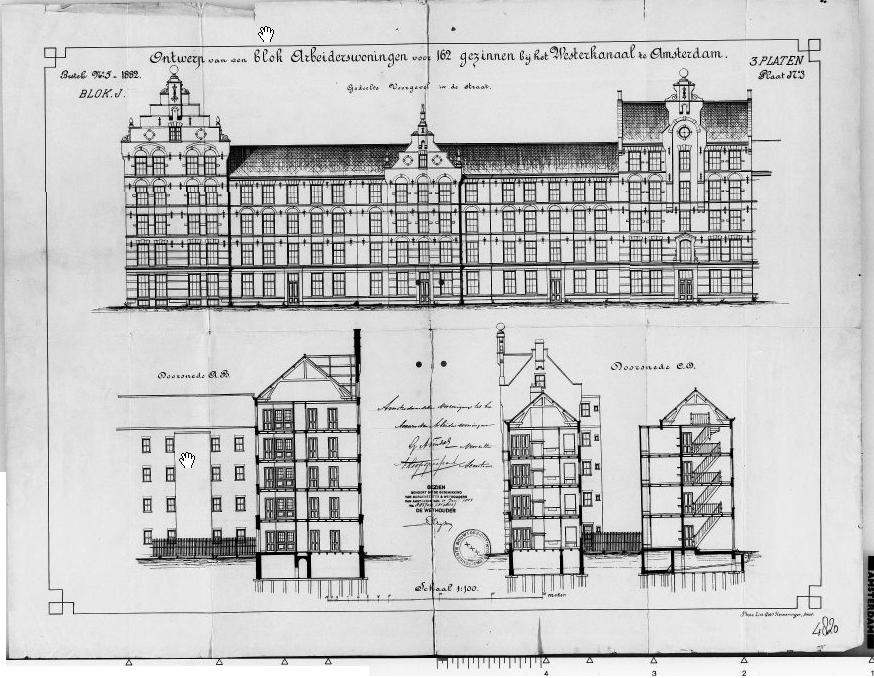
Bestek nummer 5 Plaat 3